# Mosdenia leptostachys
Mosdenia leptostachys là một loài thực vật có hoa trong họ Hòa thảo. Loài này được (Ficalho & Hiern) Clayton mô tả khoa học đầu tiên năm 1971.